# Uta Glaubitz
Uta Glaubitz (* 13. August 1966 in Bad Godesberg) ist eine deutsche Berufsberaterin und Autorin.

## Werdegang
Glaubitz wuchs als Älteste von 4 Kindern (plus Pflegegeschwister) in Köln auf.  Ihr Vater war der Arbeitsrechtler Werner Glaubitz. Sie studierte bei Ursula Wolf an der Freien Universität Berlin Philosophie und schloss mit einer Arbeit über Ethik ab. Seit 1996 hält sie Seminare zur Berufsfindung. Von 2011 bis 2014 schrieb sie eine Kolumne auf Spiegel Online und wechselte dann zur Welt am Sonntag.
Die Schriftstellerin und Moderatorin Thea Dorn führt Glaubitz in Die neue F-Klasse als Beispiel für neue Role Models und erfolgreiche Frauen an.

## Werke
- Der Job, der zu mir passt. Das eigene Berufsziel entdecken und erreichen. ISBN 3-593-36167-1.
- Die häufigsten Bewerbungsfehler. … und wie Sie sie vermeiden. ISBN 3-8068-2169-0.
- Jobs für Bücherwürmer und Leseratten: Machen Sie Ihre Leidenschaft zum Beruf. ISBN 3-593-36549-9.
- Jobs für Kommunikationstalente und Quasselstrippen: Machen Sie Ihre Stärke zum Beruf. ISBN 3-593-36547-2.
- Jobs für Jobs für Beratertypen: Machen Sie Ihr Talent zum Beruf. ISBN 3-593-36909-5.
- Jobs für Weltenbummler und Globetrotter: Machen Sie Ihr Fernweh zum Beruf. ISBN 3-593-36823-4.
- Jobs für Filmfreaks: Machen Sie Ihren Traum zum Beruf. ISBN 3-593-36824-2.
- Jobs für Sportfreaks: Machen Sie Ihr Hobby zum Beruf. ISBN 3-593-36548-0.
- Jobs für Nachteulen: Machen Sie Ihre Ausgeschlafenheit zum Beruf. ISBN 978-3-593-36939-6.
- Durchstarten in einen neuen Job. Trauen Sie sich. ISBN 3-635-60501-8.
- Generation Praktikum. Mit den richtigen Einstiegsjobs zum Traumberuf. ISBN 3-453-67013-2.

## Trivia
Uta Glaubitz ist Vorbild für die Ermittlerin Anja Abakowitz in Berliner Aufklärung, dem ersten Krimi von Thea Dorn. Die Widmung der 1. Ausgabe lautet: „Für Uta, ohne die es keine Berliner Aufklärung gegeben hätte.“
Uta Glaubitz ist Mitglied im türkisch-deutschen Frauenverein, der das Mädchenhaus Papatya in Berlin betreibt. Sie verantwortet auch die Internetseite www.ehrenmord.de. Deren Archiv wurde zum 31. Dezember 2023 geschlossen.